# 聖アントニウス騎士団 (エチオピア)

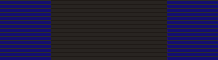
聖アントニウス騎士団のリボン

聖アントニウス騎士団は、エチオピア皇帝により370年に創設されたとされる伝説的な騎士団である。

## 概要
聖アントニウス騎士団に関する言及はもっぱらヨーロッパの文献にみられる。おそらく実態は軍事的な騎士修道会よりも大アントニウスの流れをくむ修道会に近いものだったと推測されているが、中世西洋の人々の誤解が重なり、エチオピア皇帝とアブナ（エチオピア正教会の主教）によって任命される、中世後期ヨーロッパの騎士修道会のようなイメージが形成されたとみられる。
近世以降もヨーロッパで聖アントニウス騎士団に関する言及がたびたび見られる。一部にはこの「騎士団」を詐欺まがいのものとみる言説もあるが、一方ではこれを数千人のメンバーを擁し、国中の各都市に支部を置く帝国の強力な騎士団であるとする説もあった。この時代のヨーロッパのエチオピア観は、プレスター・ジョン伝説で知られるように極めて不正確なものだった。イングランドの著述家サミュエル・パーチャスは、1613年の著書『Purchas, his Pilgrimage』で、「聖アントニウス騎士団の修道会騎士」について触れている。また「アビシニア人」を名乗っていたバルタザール・ギロンは、ローマにおいて自身が「エチオピアの聖アントニウス」の「古代騎士団」の一員であるなどと主張したが、1632年にマロン派の学者Abraham Echelensisによって虚偽であることが暴かれた。17世紀初頭に実際にエチオピアを訪れたスペイン人イエズス会宣教師ペドロ・パエスは、国中を回った中でそのような騎士団にかかわりのある人間はだれもおらず、それゆえこの騎士団は創作された伝説であると記録している。
その後この騎士団に関する言及は絶えるが、1987年のエチオピア革命による帝政廃止後に称号として「復活」した。以降今日に至るまで、「聖アントニウス騎士団員」はエチオピア王冠評議会から聖職者や卓越した学者に贈られる称号となっている。現在は騎士大十字（KGCA）とコンパニオン（CA）という2つの階級がある。